# New Marlborough (Massachusetts)
New Marlborough é uma vila localizada no condado de Berkshire no estado estadounidense de Massachusetts. No Censo de 2010 tinha uma população de 1.509 habitantes e uma densidade populacional de 12,16 pessoas por km².

## Geografia
New Marlborough encontra-se localizado nas coordenadas 42° 05′ 54″ N, 73° 14′ 31″ O. Segundo o Departamento do Censo dos Estados Unidos, New Marlborough tem uma superfície total de 124.08 km², da qual 121.44 km² correspondem a terra firme e (2.12%) 2.63 km² é água.

## Demografia
Segundo o censo de 2010, tinha 1.509 pessoas residindo em New Marlborough. A densidade populacional era de 12,16 hab./km². Dos 1.509 habitantes, New Marlborough estava composto pelo 96.55% brancos, o 1.46% eram afroamericanos, o 0.07% eram amerindios, o 0.8% eram asiáticos, o 0% eram insulares do Pacífico, o 0.33% eram de outras raças e o 0.8% pertenciam a duas ou mais raças. Do total da população o 1.79% eram hispanos ou latinos de qualquer raça.